# Хестур
Хестур (фар. Hestur; дословно — «лошадь») или Хестой (фар. Hestoy; дословно — «лошадиный остров») — один из островов Фарерского архипелага.

## География

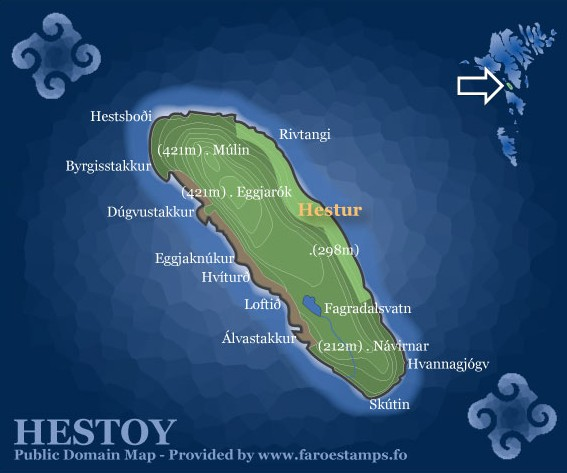
Карта острова Хестур

Хестур расположен к югу от Стреймоя, к северу от Сандоя и к юго-востоку от Кольтура. Административно остров относится к коммуне Торсхавн, входит в регион Стреймой.
Площадь Хестура — 5,93 км². Вокруг острова также расположено восемь маленьких островков и скал.
На острове расположены следующие горы:
| Название                  | Высота (м) |
| ------------------------- | ---------- |
| Мулин (фар. Múlin)        | 421        |
| Эджаррёк (фар. Eggjarrók) | 421        |
| Навинар (фар. Navirnar)   | 211        |

Большая часть побережья острова признана ключевой орнитологической территорией и является важным местом гнездования морских птиц, особенно качурок, тупиков и чистиков. На западе острова расположена большая колония кайры.

## История
Заселение острова началось в эпоху викингов или в Позднее Средневековье. Археологические исследования показали, что древнейшее поселение находилось на южной оконечности Хестура. Благодаря хорошим климатическим условиям это место было особенно удобным для земледелия, но малопригодным для рыболовства. Поэтому позже жители острова перебрались на восточное побережье. Помимо земледелия и рыболовства, в старину важным промыслом для населения острова была ловля птиц, особенно тупиков.
Первое письменное упоминание Хестура и его обитателей содержится в описи королевских владений, датируемой 1584 годом.

## Население

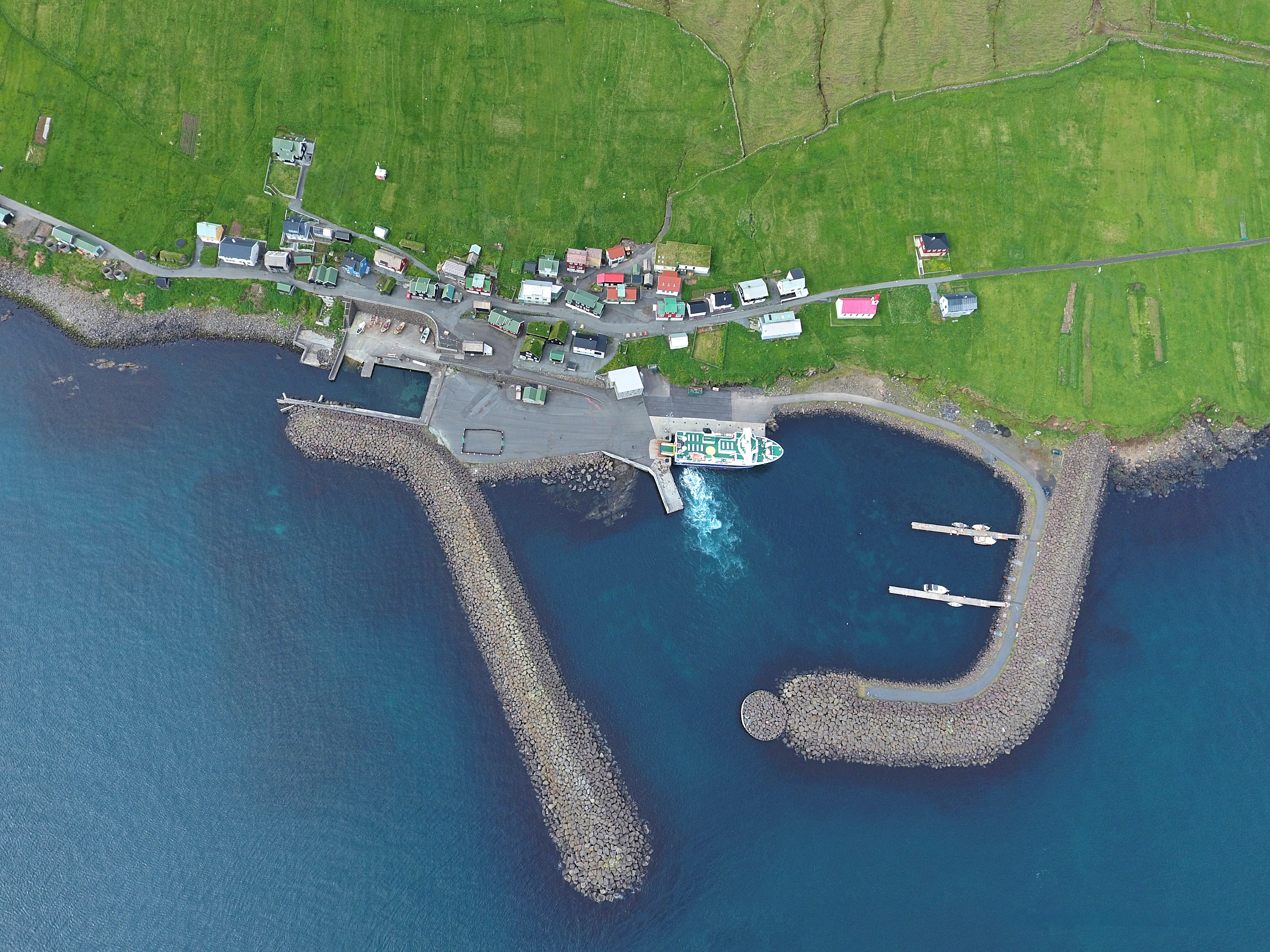
Вид на посёлок Хестур с воздуха

Постоянное население Хестура проживает в одноимённом посёлке, расположенном на северо-восточном берегу острова, и в декабре 2021 года составляло 17 человек.
В 1890 году в посёлке была построена средняя школа на 20 учащихся. С 2009 года в школе нет учащихся. 
В 1910 году в посёлке была построена церковь.
В 1974 году с целью остановить отток населения в посёлке был построен плавательный бассейн.
На самом южном конце острова есть маяк.

## Транспорт
До Хестура можно добраться с острова Стреймой на пароме, который ходит 2–3 раза в день.